# Viu (indumentària)
Un viu és un rivet (una franja diferent del conjunt en el color o en el material) que ornamenta la vora d'una peça de vestir (per exemple, l'entorn del coll o la terminació d'una faldilla), recobreix la costura dels pantalons, etc. Se n'usen en la indumentària civil i en els uniformes militars i policials, així com en els de guàrdies de seguretat de companyies privades.

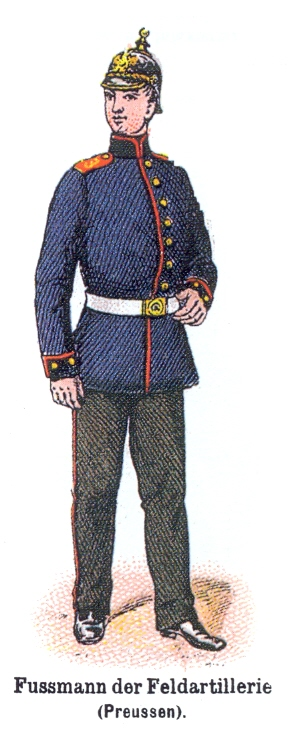
Artiller prussià (vers 1900) amb vius roigs en guerrera i pantalons

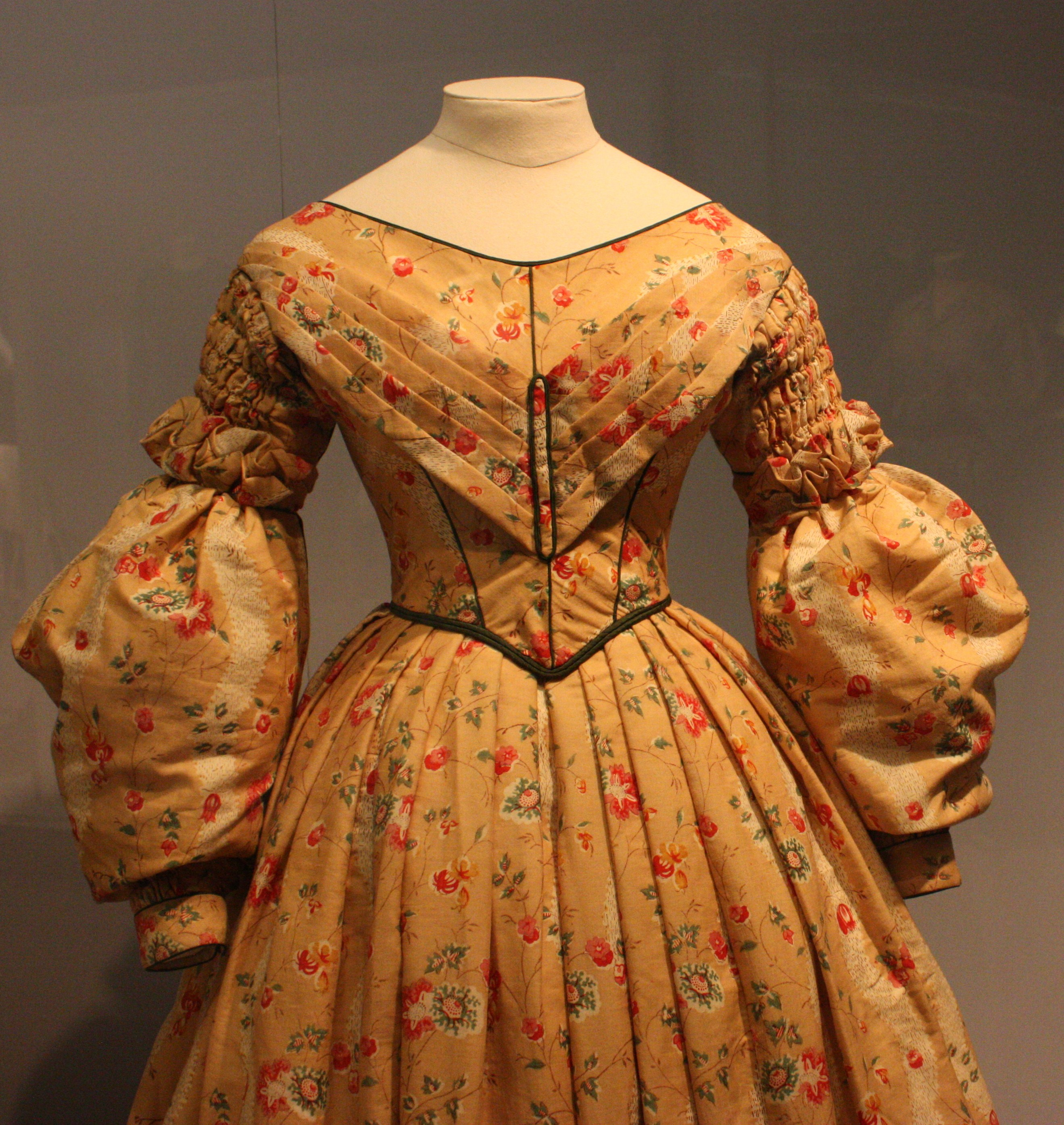
vestit de cotó amb rivets contrastants, 1836–40, Victoria and Albert Museum.

El català viu equival a l'anglès piping; a l'espanyol vivo o ribete; al francès passepoil; a l'italià filetto; al portuguès vivo; al romanès paspoal; etc., etc.
En particular, els vius de color han tingut, i en part conserven, un paper molt important en la uniformologia militar com a indicació del cos, arma o unitat del portador mitjançant el color. Des d'antic se n'havien usat en la indumentària militar. Emperò, és en la segona meitat del segle xix que, en cerca de mètodes més discrets d'indicar la branca, els vius de color s'independitzen com a sistema estructurat i predominant, estilització substitutòria del previ sistema de colors contrastants de coll, solapes, punys, gires dels faldons, etc.
Els vius de color podien enrivetar només el coll de la peça superior i les muscleres, o també les vores frontals i/o laterals, les tapetes de les butxaques, etc.; també eren habituals en les lligadures i com a franja dels pantalons.
El sistema de vius de color, d'ús pràcticament universal, fou coetani del sistema d'aplicacions de coll, amb què és combinable. També és combinable amb el sistema, més discret, de simples emblemes, predominant des d'inicis del segle xx.
En l'actualitat els vius de color, en aquells exèrcits que encara n'usen, es reserven per a uniformes de gala i de passeig. Els cossos policials, en canvi, en continuen fent ús abundós.